# منامات الوهراني ومقاماته ورسائله
منامات الوهراني ومقاماته ورسائله هي عدد من المنامات والمقامات والرسائل لابن محرز الوهراني جمعت في كتاب بهذا العنوان وحققه عدد من الباحثين.

قال عبد العزيز الأهواني عن الكتاب في تقديمه له بعد تحقيقه: 
.

## المحتوى
بالمؤلف حوالي 44 نصا بين  منام ومقامة ورسالة بأطوال مختلفة تتميز :
- المنامات وعددها ثلاث، تناولت مواضيعها عوالم مختلفة بين جن وآخرة تنقل خياله بأسلوب نثري تخللته بعض الأشعار. أكبر المنامات وأشهر المنام الكبير الذي قال عنه  ابن خلكان: «وَلَوْ لَمْ يَكنْ لَهُ فِيهَا إلاّ المنامُ الكَبير لَكَفَاهُ، فإنّه أتَى فيهِ بِكُلّ حَلاوَة، وَلَولا طُوله لَذكَرْتُهُ».[2]
- المقامات : تناول فيها الوهراني بعض المسائل السياسية والحكم (في الأولى التي كتبها في بغداد) ونقد لظواهر الاجتماعية (في مقامته الثانية في شمس الخلافة) كما لجأ للمدح ( في مقامته الثالثة " المقامة الصقلية ").
- الرسائل : وبلغت حوالي 33 رسالة تنوعت مواضيعها بأسلوب أدبي أنطق فيه الجماد والحيوان لتبليغ رسالته.

## وصلات خارجية
- لمطالعة الكتاب أو تحميله
- منامات الوهراني ومقاماته ورسائله  - موقع جود ريدز